# Pan (banda)
Pan fue una banda danesa de rock/rock progresivo fundada en 1969 en Copenhague por el francés Robert Lelievre, quien viajaba por Europa escapando del servicio militar y se asentó en Dinamarca. 
La banda grabó un solo disco, este pronto se volvió material de culto pero el grupo se separó, los problemas personales de Robert Lelievre dificultaron su cooperación con los otros miembros, y desafortunadamente se suicidó en 1973. 

## Integrantes

### Exintegrantes
- Robert Lelièvre - vocalista, guitarra (? - ?) (fallecido en 1973)
- Thomas Puggaard-Müller - guitarra (? - ?)
- Henning Verner - piano, órgano, vibráfono (? - ?)
- Michael Puggaard-Müller - batería (1969 - ?)
- Arne Würgler - bajo, chelo (1969 - 1970)
- Jens Elbøl - bajo (1970 - 1971)
- Torben Enghoff - saxofón, flauta (? - 1971)
- Nils Tuxen - guitarra (? - 1971)

## Discografía

### Álbumes de estudio
- 1970: "Pan" (Sonet Records)

- Datos: Q6059360